# Municipio de South Meadow
El municipio de South Meadow (en inglés: South Meadow Township) es un municipio ubicado en el condado de Williams en el estado estadounidense de Dakota del Norte. En el año 2010 tenía una población de 23 habitantes y una densidad poblacional de 0,25 personas por km².

## Geografía
El municipio de South Meadow se encuentra ubicado en las coordenadas 48°29′43″N 103°4′15″O / 48.49528, -103.07083. Según la Oficina del Censo de los Estados Unidos, el municipio tiene una superficie total de 93.25 km², de la cual 92,5 km² corresponden a tierra firme y (0,81 %) 0,75 km² es agua.

## Demografía
Según el censo de 2010, había 23 personas residiendo en el municipio de South Meadow. La densidad de población era de 0,25 hab./km². De los 23 habitantes, el municipio de South Meadow estaba compuesto por el 91,3 % blancos, el 8,7 % eran asiáticos. Del total de la población el 0 % eran hispanos o latinos de cualquier raza.